# .td
.td este un domeniu de internet de nivel superior, pentru Ciad (ccTLD).